# Mevlüt Çavuşoğlu
Mevlüt Çavuşoğlu, né le 5 février 1968 à Alanya, est un homme politique turc, cofondateur du Parti de la justice et du développement (AKP). Il est ministre des Affaires étrangères de 2015 à 2023.

## Biographie

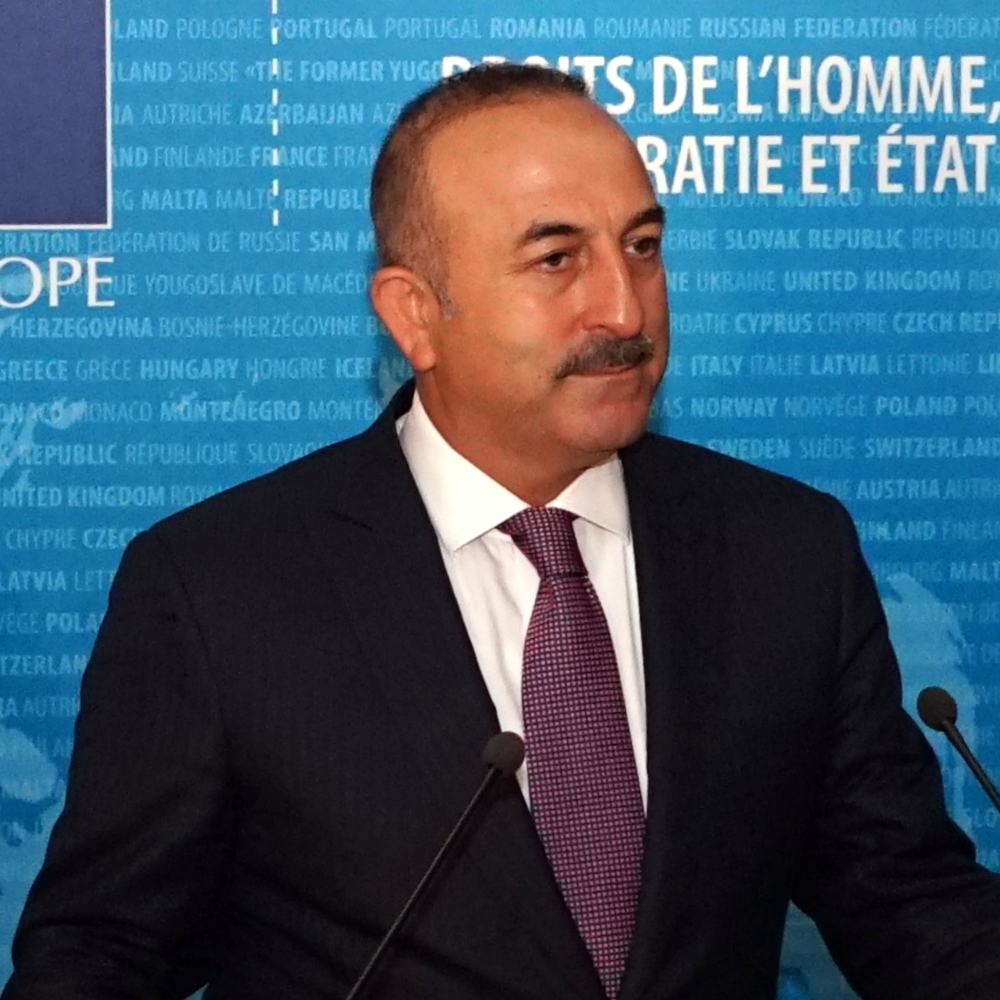
Mevlüt Çavuşoğlu, à Strasbourg, le 7 septembre 2016.

Le 25 janvier 2010, il est élu par acclamation, président de l'Assemblée parlementaire du Conseil de l'Europe, premier Turc à ce poste. Il représente la province d'Antalya dans la Grande assemblée nationale de Turquie. Élu une première fois en 2002, il est un membre fondateur de l'AKP.
En 1988, Mevlüt Çavuşoğlu est diplômé de l'université d'Ankara où il étudie les relations internationales. Il obtient ensuite un mastère en économie à l'université de Long Island à New York et a participé aux cours de doctorat à l'université Bilkent et a assisté à un programme de recherche London School of Economics, où il est un certain temps président de la Turkish Society. Il est marié et a un enfant.
En tant que parlementaire, il y a présidé la commission des Migrations, Réfugiés et Population.  
Alors que la Turquie est vivement critiquée pour son absence d'engagement contre l'État islamique dans le cadre de la guerre civile syrienne, Mevlüt Çavuşoğlu, rappelant en avril 2015 les positions de la diplomatie turque, annonce qu'« il faut éradiquer les causes de cette situation. C’était le régime Maliki en Irak, […] et c’est le régime d’Assad en Syrie ! ».
Le 11 mars 2017, Çavuşoğlu se voit interdire d'atterrir à Rotterdam après des propos prononcés par lui sur la manière dont les Pays-Bas traitent les immigrés turcs,, après que le gouvernement néerlandais a menacé de réduire les droits d'atterrissage. Çavuşoğlu avait prévu d'organiser une grande manifestation à propos du référendum constitutionnel turc du 16 avril 2017 pour lequel les immigrés turcs ayant obtenu la nationalité néerlandaise pouvaient voter. Cependant sa présence est considérée par les autorités néerlandaises comme une menace à la sécurité publique et Çavuşoğlu est interdit d'atterrir malgré sa fonction de ministre des Affaires étrangères. Le président Recep Tayyip Erdoğan qualifie alors les Pays-Bas de « vestige du nazisme » et de « fascistes », ce à quoi le Premier ministre néerlandais Mark Rutte réplique en considérant qu'il s'agit d'une « remarque folle ». Aussitôt Çavuşoğlu prend la défense d'Erdoğan en soutenant ses propos et en ajoutant que les Pays-Bas sont « la capitale du fascisme. »
Pire encore, le ministre des Affaires étrangères turc déclare le 16 mars 2017 au lendemain des élections législatives aux Pays-Bas qu'« une guerre de religions allait éclater en Europe. »
Après l'incident maritime entre les marines turque et française en juin 2020, le chef de la diplomatie turque Çavuşoğlu déclare : « La France, que Macron dirige ou plutôt qu'il n'arrive pas à diriger en ce moment, ne se trouve (en Libye) que pour poursuivre ses intérêts avec une mentalité destructrice ». À l'issue d'une réunion avec le haut représentant de l'Union pour les affaires étrangères et la politique de sécurité Josep Borrell, le 6 juillet suivant, il souligne que l'Union européenne doit faire partie de la solution et non du problème, qu'« elle ne doit pas permettre que nos relations soient prises en otage par certains Etats membres [la France] et que si des mesures sont adoptées à notre encontre, nous leur rendrions alors la pareille. » De fait, après les incidents contre la Grèce en Méditerranée et les insultes du président Erdoğan à l'encontre du président Macron après l'hommage de ce dernier à la Sorbonne, consécutif à l'attentat de Conflans-Sainte-Honorine, l'Allemagne bloque le 29 octobre 2020 les sanctions contre la Turquie demandées par la France et l'Autriche.
Le 27 septembre 2020, Çavuşoğlu renouvelle le soutien « infaillible » de la Turquie avec l'Azerbaïdjan contre l'Arménie sur le terrain. Il reçoit le 14 octobre 2020 Emine Djeppar, vice-ministre des Affaires étrangères d'Ukraine (et d'origine tatare de Crimée) pour l'assurer du soutien de la Turquie contre la reconnaissance de la Crimée comme partie de la fédération de Russie après le référendum de 2014. Il est décoré par l'Ukraine à deux reprises.

## Décorations
| Ruban | Décoration                               | Pays        | Date           | Lieu   | Note | Réf.   |
| ----- | ---------------------------------------- | ----------- | -------------- | ------ | ---- | ------ |
|       | Ordre du Mérite d'Ukraine (3e classe)    | Ukraine     | 24 août 2013   | Kiev   |      | ,      |
|       | Grand cordon de l'ordre du Soleil levant | Japon       | 9 août 2019    | Ankara |      | [ 14 ] |
|       | Ordre de l'Amitié                        | Azerbaïdjan | 5 février 2020 | Bakou  |      | [ 15 ] |
|       | Ordre du Mérite d'Ukraine (2e classe)    | Ukraine     | 22 août 2020   | Kiev   |      | [ 16 ] |